# مقتل مارك سوندرز
كان مارك سوندرز محاميًا بريطانيًا حين قُتل برصاص الشرطة في السادس من مايو / أيار 2008 في حصار دام خمس ساعاتٍ حول منزله الذي يقع في ساحة ماركهام في تشيلسي بلندن . حيث عَمل سوندرز كمحامي طلاقٍ ناجح وكان يعاني من إدمان الكحول والاكتئاب. فقدكان يتصرف بغرابة في الساعات التي سبقت الحادثة حيث كان يشرب الكحول بإفراط. قُبيل الساعة 17:00 بوقت قصير (بتوقيت جرينتش ، التوقيت العالمي المنسق +1 )، أبلَغ الجيران الشرطة أن ساندرز يطلق النار ببندقيته من خلال نافذته. فعندما وصل رجال الشرطة وهم مسلحون، أطلق ساندرز النار على سياراتهم وبدأ الحصار. وانضم عدد كبير من رجال الشرطة في الحصار حيث اتخذوا مواقعهم في المباني والشوارع المحيطة. كان أطلاق النار بين ساندرز والشرطة متبادلًا على جولتين متتاليتين، و أصابت الشرطة ساندرز بجروح طفيفة. بعد حوالي 20 دقيقة من الجولة السابقة من إطلاق النار، حول الساعة 21:30، لوح ساندرز بالبندقية من النافذة. وبينما أخفض سلاحه باتجاه مجموعة من رجال الشرطة، أطلق سبعة من رجال الشرطة 11 طلقة، منها خمسة على الأقل أصابته. دخلت الشرطة بعدها بدقائق إلى شقته ونقلوا ساندرز إلى سيارة إسعاف التي كانت في الانتظار، حيث أعلن عن وفاته.
حققتاللجنة المستقلة المعنية بالشكاوى ضد الشرطة في حادث إطلاق النار كمسألة مهمه بالطبع. وأثناء التحقيق، تقدمت عائلة ساندرز بطلب لإعادة النظر القضائي فيما يخص التحقيق ، مدعين أن تشاوررجال الشرطة المعنيين مع بعضهم البعض جعل من التحقيق غير ملائمة قانونيًا. صُدِرَ حُكمًا أن هذا التحقيق قانوني ورُفِضَت الدعوى على الرغم من أنهم طالبوا لإعادة النظر القضائي في هذا التحقيق. وضح استجواب أقيم في سبتمبر 2010 أن ساندرز طلب مرارًا وتكرارًا خلال الحصار التحدث مع زوجته وصديقه (وكلاهما كانا في مكان الحادث) لكن الشرطة رفضت طلبه. كما وضح أن بندقيته كانت في وضع مفتوح ولكن لم تكن قادرة على إطلاق النارعندما استلمتها الشرطة. شهد رجال الشرطة الذين أطلقوا النار أنهم تصرفوا  بدافع الخوف على حياتهم وحياة زملائهم، وشعروا أنه ليس لديهم خيارًا آخر. حكمت هيئة المحلفين بالقتل المشرع، لكنها وجدت العديد من الاخطاء في تعامل الشرطة مع  الحادثة بما في ذلك منعه من التحدث إلى زوجته وعدم متابعة التسلسل القيادي وعدم مراعاة حالة ساندرز (كان في حالة سُكُر). مع أن لم تعتبر هيئة المحلفين أن أيًا من هذه العوامل ساهم بشكل كبير في نتيجة الحادث، حيث إنهم لم يتمكنوا من أن يقرروا ما إذا كان ساندرز قد شَهَرَ سلاحه متعمداً لإثارة ردة فعل قاتلة من الشرطة ("الانتحار على يد الشرطة").
انتقد بعض الصحفيين الاستجابة السريعة لإطلاق النار مقارنةً مع الحوادث التي انتظرت فيها الشرطة لفترة أطول قبل اللجوء إلى القوة. ورد رجال الشرطة المتقاعدين والأكاديميين بأن الشرطة تعرضت في السابق لانتقادات لعدم تصرفها بالسرعة الكافية، ولاحظو أن رجال الشرطة يواجهون معضلة "مخطئين إن استجابوا سريعًا ومخطئين إن تأخروا". كان إطلاق النار هذا من بين اثنين من حوادث إطلاق النار من قبل شرطة العاصمة في عام 2008. ففي الحادث الآخر، والذي اعتبر أنه "انتحار على يد الشرطة"،  كان قد وجه رجل سلاح ناري مقلد على رجال الشرطة. وفي العام نفسه، انتهى التحقيق في وفاة جان تشارلز دي مينيزيس- الذي أطلقت عليه الشرطة في قضية "خطأ في تحديد الهوية" في عام 2005 - مما أثار الاهتمام العام بإطلاق الشرطة النار. أنشأت شرطة العاصمة في عام 2010 وحدة من كبار الضباط لإدارة حوادث مماثلة.

## نبذة عامة عن مارك ساندرز
يعمل مارك ساندرز محاميًا متخصصًا في قانون الأسرة ، وخاصة إجراءات الطلاق ، ويبلغ من العمر 32 عامًا (مواليد 1975/1976). وقد حظي باحترام كبير في هذا المجال. نشأ في قرية الدرلي ادج ، تشيشير، وتلقى تعليمه في مدرسة كنجز الخاصة في ماكليسفيلد القريبة. حصل على شهادة في القانون من كلية كرايست تشيرش، أكسفورد ، في عام 1998 ، ثم مارس مهنة المحاماة في دائرة الملكة إلزابيث، وهي من الدواوين الرائدة في لندن. استدعي إلى نقابة المحامين في العام التالي، وانضم إلى دائرة الملكة إليزابيث كمحامٍ. عمل في العديد من القضايا البارزة والمعقدة كما أنه عمل على الكتابة وإلقاء المحاضرات في مجال خبرته. كان يُنظر إليه على نطاق واسع، بعد ما يقارب من عقد من حياته المهنية، على أنه مستشار الملكة في المستقبل والقاضي المحتمل.    
عاش ساندرز مع زوجته في شقة مستأجرة في ماركهام سكوير ، وهو شارع هادئ وراقي في تشيلسي ، غرب لندن، حيث خدم ثلاث سنوات كجندي احتياطي في الجيش الإقليمي. كان يعاني لفترات طويلة من إدمانه للكحول، فقد امتنع إلى حد كبير عن الشرب، ولكنه تعرض لعدة انتكاسات، أدى أحدها على الأقل إلى احتياجه للعلاج في المستشفى من الإصابات التي لحقت به أثناء السكر. كان يعالج أيضًا من الاكتئاب، ووصف له عقار بروزاك وحضر علاجًا نفسيًا. وفي إحدى المرات تلقى تحذيرًا من الشرطة لكونه مخمورًا ومضطربًا ، وفي مرة أخرى وجده الجيران جالسًا خارج شقته في حالةٍ يُرثى لها؛ في مايو 2008 كان قد امتنع عن تناول الطعام لمدة ثلاثة أشهر. 
في يوم وفاته، خرج ساندرز من العمل مبكرًا قبل زوجته – تعمل محامية مع زوجها في نفس الدائرة. وصل إلى المنزل مستقلًا سيارة أجرة في حوالي الساعة 16:30، وقال للسائق قبل أن ينزل، "سأموت".    ببدأ ساندرز بشرب كميات كبيرة من النبيذ الأحمر وأرسل رسالة نصية إلى صديقه كتب فيها "هذه هي النهاية يا صديقي الوحيد، النهاية" - اقتبس من أغنية " النهاية " من قبل ذا دورز المستخدمة في فيلم نهاية العالم الآن. ذهب صديق ساندرز وزوجته إلى منزله، لكن الشرطة كانت قد وصلت بالفعل وطوقت الشارع بحلول الوقت الذي وصلوا فيه إلى المنطقة.   

## تبادل إطلاق النار

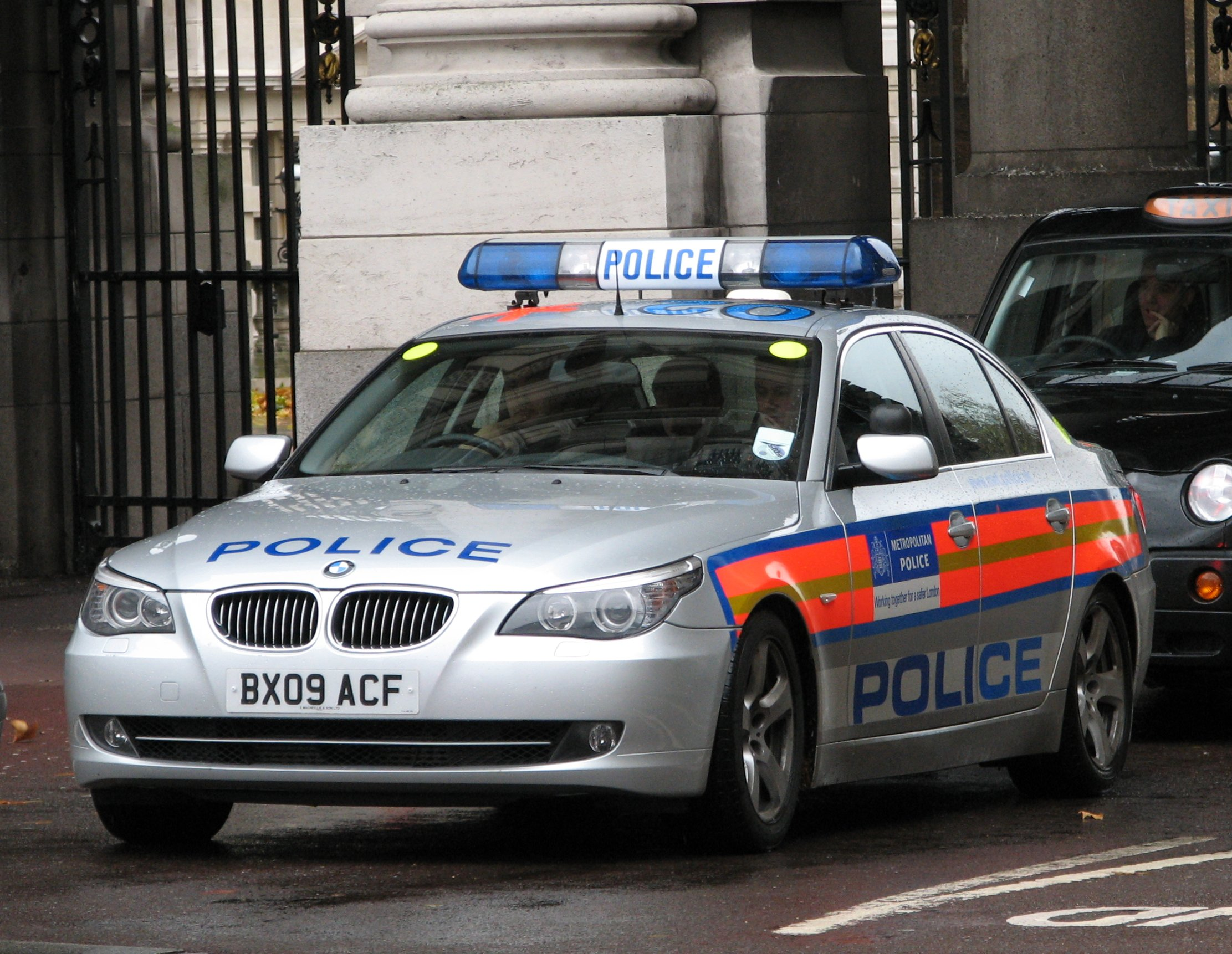
مركبة استجابة مسلحة تابعة لشرطة العاصمة ، مماثلة للنوع المستخدم في الحادث

في 6 مايو 2008، قبل الساعة 17:00 بوقت قصير (التوقيت الصيفي البريطاني، أوتك+1) ، أطلق سوندرز عدة طلقات من بندقيته (من طراز بيريتا الفضي لصيد الطيور اوالتي حصل من أجلها على ترخيص لإطلاق النار على أقراص الرماية) من خلال نافذة في الطابق الأول مستهدفًا الساحة. وضربت عدة طلقات المباني المقابلة، مما دفع الجيران إلى الفرار واستدعاء الشرطة. ووصلت بعد ذلك بوقت قصير مركبة استجابة مسلحة من شرطة العاصمة ، مؤلفة من ضباط مدربين تدريبا خاصًا يحملون أسلحة نارية. أطلق ساندرز النار على العربة وبدأت المواجهة. واستدعت الشرطة المزيد من الضباط المسلحين، الذين حاصروا المنطقة، و المفاوضين المدربين. في ذروة الحادث ، كان 59 59 ضابطًا مسلحًا في الموقع، معظمهم مسلحون ببنادق Heckler & Koch MP5 ومسدسات و Glock 17، مسدسات ، بينما بعضهم كانوا مسلحين ببنادق طويلة المدى.
تمركز رجال الشرطة المسلحة في مواقعهم في المباني المجاورة. أطلق ساندرز النار باتجاه أحد الضباط المتمركزين في منزل قريب، ورد الضابط بإطلاق ثلاث رصاصات على ساندرز؛ لم يُصاب بأي منهما. حاولت الشرطة التواصل مع ساندرز على هاتفه المحمول. وبعد الساعة 19:00 بقليل، وصل المفاوضون وكان من الواضح أن ساندرز كان ثَملًا للغاية وسُمع يتقيأ بعد ذلك بوقت قصير. شوهد ساندرز يعيد تحميل البندقية على الرغم من طلب المفاوض وضعها جانباً بعد حوالي نصف ساعة من المكالمة الهاتفية. وبعد مرور ساعة من المكالمة، حوالي الساعة 20:00، توقف عن التحدث إلى الشرطة وبعد عدة دقائق أُغلقَ الهاتف. شوهد ساندرز وهو يحمل البندقية وهاتفًا بينما كان هاتفه مُغلقًا وكان يواصل الشرب بكثرة. بعد الساعة 20:30 بقليل، اعادوا الاتصال به عندما اتصل ساندرز بالرقم 999 وطلب التواصل مع المفاوضين. حاول المفاوض، مشرف الشرطة جون ساذرلاند، تهدئة ساندرز الذي حذر من أنه يعتزم " لقتلهم جميعًا " وأنه يخطط لإطلاق المزيد من الطلقات. وأخبر ساندرز ساذرلاند أنه "استسلم لقتل نفسه" وطلب التحدث إلى زوجته   
أطلق ساندرز بندقيته من خلال نافذة باتجاه مبنى مقابل في الساعة 21:09. ثم رد ضابط شرطة بإطلاق رصاصتين، مما أدى إلى إصابة ساندرز في ذراعه. لم يعاود ساندرز الاتصال بالمفاوضين، وبدلاً من ذلك صرخ من نافذة المطبخ المفتوحة وطالب بالتحدث إلى زوجته وصديقه اللذان كانا في مركز قيادة الشرطة في أحد البنوك القريبة، لكن مفاوضي الشرطة لم يسمحوا لهم بالتحدث إليه، خوفًا من أنه يخطط لتوديعهم قبل أن ينتحر.   لم يعد ُيسمع صياح ساندرز بسبب الضوضاء الخلفية، بما في ذلك مروحية الشرطة التي كانت تقوم بعملية المراقبة الجوية وتنقل الفيديو إلى الضباط على الأرض. نصبت الشرطة أضواء كاشفة قوية، قبل الساعة 21:30 بقليل، مع حلول الظلام واستعدادهم لحصارٍ طويل. لوح ساندرز بالبندقية من نافذة المطبخ في الساعة 21:32، مشيرًا بالفوهة لأعلى ولأسفل. صرخ ضابط الشرطة من خلال مكبر صوت على ساندرز لإنزال البندقية. لكنه واصل التلويح بالبندقية ثم أنزلها، مشيرًا بالفوهة على اتجاه رجال الشرطة. أطلق سبعة من ضباط الشرطة 11 رصاصة حيث أُصيب ساندرز.    
أُجبرت الشرطة المسلحة على الدخول إلى شقة ساندرز بعد دقائق من الجولة الأخيرة من إطلاق النار مستخدمة غاز سي إس والقنابل الصوتية لشل حركته في حال قام بمقاومتهم. وجد الضباط ساندرز مصابًا بجروح بالغة وحملوه للطابق السفلي إلى سيارة إسعاف التي كانت في الانتظار، حيث أعلن عن وفاته.   وتم العثور على أكثر من 200 طلقة بندقية حية في الشقة، إلى جانب ثمانية أغلفة قذائف مستهلكة.  

## اثناء تحقيق
كما هو الحال مع معظم عمليات إطلاق النار من قبل الشرطة في إنجلترا وويلز؛ أُحيلت القضية إلى اللجنة المستقلة لشكاوى الشرطة (IPCC) ، والتي بدأت تحقيقًا كان من المتوقع أن يستغرق حوالي ستة أشهر لإنهائه. فُتِحَ تحقيق في محكمة وستمنستر كورونر تحت قيادة بول كنابمان بعد ثلاثة أيام من إطلاق النار في التاسع من مايو 2008. حيث كشفت البيانات الافتتاحية الصادرة عن شرطة العاصمة و اللجنة المستقلة لشكاوى الشرطة أن ساندرز أصيب بخمس رصاصات على الأقل من رجال الشرطة. تلك الرصاصات أصابته في رأسه وقلبه وكبده والجزء السفلي من جسمه. أُجل التحقيق حتى سبتمبر للسماح بتقدم تحقيق اللجنة المستقلة لشكاوى الشرطة. 
طلبت عائلة ساندرز إعادة النظر القضائي في تحقيق اللجنة المستقلة لشكاوى الشرطة في يوليو/ تموز 2008، مدعين أن التحقيق لم يكن ملائمًا لأن سُمح لضباط الشرطة المتورطين في إطلاق النار بالتشاور قبل الإدلاء بأقوالهم.  ورُفضت الدعوى في أكتوبر/ تشرين الأول 2008 على أساس أن اللجنة المستقلة لشكاوى الشرطة كانت تتبع الممارسات المقررة بما يتماشى مع المبادئ التوجيهية الوطنية.ومع ذلك، أعلنت رابطة رؤساء ضباط الشرطة أنها ستراجع المبادئ التوجيهية بعد أن أعرب القاضي عن قلقه بشأن قيام الشرطة بالتشاور فيما بينهم.  ببعد مرور عام على إطلاق النار وفي مايو 2009، أعلنت اللجنة المستقلة لشكاوى الشرطة أن تحقيقها قد اكتمل وأنها ترسل ملفاتها إلى دائرة الادعاء الملكية (CPS) للنظر في التهم الجنائية.  وفي سبتمبر / أيلول من العام التالي ، أعلنت دائرة الإدعاء الملكية أنها نظرت في الاتهامات والتي تشمل القتل العمد وغير العمد، ولكن لن يتم توجيه تهم لأنه لا يوجد دليل على أن رجال الشرطة تصرفوا بغير هدف دفاعهم عن أنفسهم. وفي بيان أُصدرَ، أقرت النيابة العامة فيه بأن "ساندرز كانت في حالة يرثى لها لكن من واجب الشرطة حماية المحيطين ولهم الحق في الدفاع عن أنفسهم." 

## الاستجواب
لم يستأنف التحقيق برئاسة كنابمان تمامًا حتى سبتمبر 2010. وكان من بين الشهود 12 ضابطًا من فريق الأسلحة النارية التابعين للشرطة الذين كانوا في مكان الحادث (وطلُب منهم ألا يفصحوا عن هويتهم حيث يُعرفون من خلال إشارات النداء خاصة بهم)، وزوجة ساندرز وطبيبه ومحققو اللجنة المستقلة لشكاوى الشرطة.    أدلى القائد علي دزائي ، الذي كان مسؤولاً عن عملية الشرطة ، بشهادته كتابيا لأنه كان حينئذ يقضي عقوبة بالسجن بتهمة الفساد في قضية غير متعلقة بقضية ساندرز.  حيث أدلى في التحقيق أن ساندرز حمل عدة رسائل إلى النافذة أثناء الحصار وشملت هذه الرسائل: "لا أستطيع السماع" و "أريد أن أودعهم وأنتحر". وشهدت السيدة ساندرز وصديقه بأنهم طلبا أن تسمح لهم الشرطة بالتحدث إلى ساندرز، لكنهم رفضوا طلبهم وأمروهم بإغلاق هواتفهم المحمولة لإبقاء ساندرز مركزًاعلى التحدث إلى مفاوضي الشرطة.  اانتقد باتريك جيبس، محامي السيدة ساندرز، أسلوب الشرطة ووصف تعاملهم مع الحادث بأنه "فوضوي"، مشيرًا إلى أنها كانت بشكل رئيسي بقيادة مفاوضًا يرتدي ملابس مدنية وضابطًا مبتدئًا بالزي الرسمي بدلاً من قيادة ديزائي؛ ، القائد ذو الرتبة الذهبية . زار هيئة المحلفين موقع إطلاق النار وشاهدوا لقطات فيديو للحصار التي تم التقاطها من مروحية الشرطة.    دافع مفاوضو الشرطة عن قرارهم بعدم السماح لساندرز بالتحدث إلى زوجته خشية أن يعرضها للخطر أو أنه يخطط لقتل نفسه أمام عينيها.   وقالت السيدة ساندرز اثناء التحقيق انها تعتقد أنه كان بإمكانها تهدئة الأوضاع لو سُمح لها بالتدخل. 